# Tóth Rajmund
Tóth Rajmund, (2004. április 9. –) korosztályos magyar válogatott labdarúgó, az NB I-ben szereplő Győri ETO játékosa.

## Pályafutása

### Klubcsapatokban
Első NB I-es mérkőzését 2024. július 26-án, a Nyíregyháza Spartacus csapata ellen játszotta nevelőklubja, a Győri ETO színeiben.

### A válogatottban
Az U19-es válogatottban 2022. november 19-én mutatkozott be, Olaszország ellen, felkészülési mérkőzésen.
Az U21-es válogatottban 2024. november 14-én Ciprus ellen debütált, szintén barátságos mérkőzésen.

## Statisztika

### Klubcsapatokban
2025. augusztus 17-i állapot szerint.
| Klub           | Szezon         | Bajnokság      | Bajnokság | Bajnokság | Kupa  | Kupa  | Nemzetközi | Nemzetközi | Egyéb | Egyéb | Összesen | Összesen |
| Klub           | Szezon         | Liga           | Mérk.     | Gólok     | Mérk. | Gólok | Mérk.      | Gólok      | Mérk. | Gólok | Mérk.    | Gólok    |
| -------------- | -------------- | -------------- | --------- | --------- | ----- | ----- | ---------- | ---------- | ----- | ----- | -------- | -------- |
| ETO Akadémia   | 2021–22        | NB III         | 19        | 0         | —     | —     | —          | —          | —     | —     | 19       | 0        |
| ETO Akadémia   | 2022–23        | NB III         | 20        | 1         | —     | —     | —          | —          | —     | —     | 20       | 1        |
| ETO Akadémia   | 2023–24        | NB III         | 1         | 0         | —     | —     | —          | —          | —     | —     | 1        | 0        |
| ETO Akadémia   | Összesen       | Összesen       | 40        | 1         | —     | —     | —          | —          | —     | —     | 40       | 1        |
| Győri ETO      | 2022–23        | NB II          | 1         | 0         | —     | —     | —          | —          | —     | —     | 1        | 0        |
| Győri ETO      | 2023–24        | NB II          | 23        | 2         | 2     | 0     | —          | —          | —     | —     | 25       | 2        |
| Győri ETO      | 2024–25        | NB I           | 25        | 0         | 1     | 0     | —          | —          | —     | —     | 26       | 0        |
| Győri ETO      | 2025–26        | NB I           | 3         | 0         | —     | —     | 4          | 0          | —     | —     | 7        | 0        |
| Győri ETO      | Összesen       | Összesen       | 52        | 2         | 3     | 0     | 4          | 0          | —     | —     | 59       | 2        |
| Teljes karrier | Teljes karrier | Teljes karrier | 92        | 3         | 3     | 0     | 4          | 0          | —     | —     | 99       | 3        |

1. ↑  Mérkőzései az UEFA Konferencia Liga selejtezőjében.

## Sikerei, díjai
Győri ETO
- NB II ezüstérmes (1): 2023–24